# بورخا مایورال
بورخا مایورال (انگلیسی: Borja Mayoral؛ زادهٔ ۵ آوریل ۱۹۹۷) یک بازیکن فوتبال اهل اسپانیا است که در پست مهاجم برای باشگاه ختافه بازی می‌کند.

## آمار باشگاهی
تا تاریخ ۲۵ نوامبر ۲۰۲۳
| عملکرد                   | عملکرد                   | عملکرد                   | لیگ  | لیگ | جام  | جام | قاره‌ای | قاره‌ای | دیگر | دیگر | مجموع | مجموع |
| فصل                      | باشگاه                   | لیگ                      | بازی | گل  | بازی | گل  | بازی   | گل     | بازی | گل   | بازی  | گل    |
| ------------------------ | ------------------------ | ------------------------ | ---- | --- | ---- | --- | ------ | ------ | ---- | ---- | ----- | ----- |
| ۲۰۱۴–۲۰۱۵                | رئال مادرید کاستیا       | سگوندا دیویسیون بی       | ۵    | ۲   | ۰    | ۰   | ۰      | ۰      | ۰    | ۰    | ۵     | ۲     |
| ۲۰۱۵–۲۰۱۶                | رئال مادرید کاستیا       | سگوندا دیویسیون بی       | ۳۳   | ۱۵  | ۰    | ۰   | ۰      | ۰      | ۰    | ۰    | ۳۳    | ۱۵    |
| مجموع رئال مادرید کاستیا | مجموع رئال مادرید کاستیا | مجموع رئال مادرید کاستیا | ۳۸   | ۱۷  | ۰    | ۰   | ۰      | ۰      | ۰    | ۰    | ۳۸    | ۱۷    |
| ۲۰۱۵–۲۰۱۶                | رئال مادرید              | لالیگا                   | ۶    | ۰   | ۰    | ۰   | ۰      | ۰      | ۰    | ۰    | ۶     | ۰     |
| ۲۰۱۷–۲۰۱۸                | رئال مادرید              | لالیگا                   | ۱۴   | ۳   | ۶    | ۳   | ۴      | ۱      | ۰    | ۰    | ۲۴    | ۷     |
| ۲۰۱۸–۲۰۱۹                | رئال مادرید              | لالیگا                   | ۲    | ۰   | ۱    | ۰   | ۰      | ۰      | ۰    | ۰    | ۳     | ۰     |
| مجموع رئال مادرید        | مجموع رئال مادرید        | مجموع رئال مادرید        | ۲۲   | ۳   | ۷    | ۳   | ۴      | ۱      | ۰    | ۰    | ۳۳    | ۷     |
| ۲۰۱۶–۲۰۱۷                | وولفسبورگ                | بوندسلیگا                | ۱۹   | ۲   | ۲    | ۰   | ۰      | ۰      | ۰    | ۰    | ۲۱    | ۲     |
| مجموع وولفسبورگ          | مجموع وولفسبورگ          | مجموع وولفسبورگ          | ۱۹   | ۲   | ۲    | ۰   | ۰      | ۰      | ۰    | ۰    | ۲۱    | ۲     |
| ۲۰۱۸–۲۰۱۹                | لوانته                   | لالیگا                   | ۲۹   | ۳   | ۴    | ۲   | ۰      | ۰      | ۰    | ۰    | ۳۳    | ۵     |
| ۲۰۱۹–۲۰۲۰                | لوانته                   | لالیگا                   | ۳۴   | ۸   | ۱    | ۱   | ۰      | ۰      | ۰    | ۰    | ۳۵    | ۹     |
| مجموع لوانته             | مجموع لوانته             | مجموع لوانته             | ۶۳   | ۱۱  | ۵    | ۳   | ۰      | ۰      | ۰    | ۰    | ۶۸    | ۱۴    |
| ۲۰۲۰–۲۰۲۱                | رم                       | سری‌آ                     | ۳۱   | ۱۰  | ۱    | ۰   | ۱۳     | ۷      | ۰    | ۰    | ۴۵    | ۱۷    |
| ۲۰۲۱–۲۰۲۲                | رم                       | سری‌آ                     | ۵    | ۰   | ۰    | ۰   | ۶      | ۱      | ۰    | ۰    | ۱۱    | ۱     |
| مجموع رم                 | مجموع رم                 | مجموع رم                 | ۳۶   | ۱۰  | ۱    | ۰   | ۱۹     | ۸      | ۰    | ۰    | ۵۶    | ۱۸    |
| ۲۰۲۱–۲۰۲۲                | ختافه (قرضی)             | لالیگا                   | ۱۸   | ۶   | ۰    | ۰   | ۰      | ۰      | ۰    | ۰    | ۱۸    | ۶     |
| ۲۰۲۲–۲۰۲۳                | ختافه                    | لالیگا                   | ۳۵   | ۸   | ۳    | ۱   | ۰      | ۰      | ۰    | ۰    | ۳۸    | ۹     |
| ۲۰۲۳–۲۰۲۴                | ختافه                    | لالیگا                   | ۱۴   | ۸   | ۱    | ۲   | ۰      | ۰      | ۰    | ۰    | ۱۵    | ۱۰    |
| مجموع ختافه              | مجموع ختافه              | مجموع ختافه              | ۶۷   | ۲۲  | ۴    | ۳   | ۰      | ۰      | ۰    | ۰    | ۷۱    | ۲۵    |
| مجموع آمار               | مجموع آمار               | مجموع آمار               | ۲۴۵  | ۶۵  | ۱۹   | ۹   | ۲۳     | ۹      | ۰    | ۰    | ۲۸۷   | ۸۳    |